# La charca
La charca es una novela naturalista escrita por Manuel Zeno Gandía publicada en 1894. 
Gandía sitúa la novela en la sociedad rural puertorriqueña, marcada por el subdesarrollo y la marginación, la explotación de los propietarios, la desaparición de la moral, la violencia y el profundo deterioro de los individuos.

## Personajes
La charca es una obra coral es la que incluso la naturaleza se constituye como un personaje más. 
- Personajes: todos los personajes pueden considerarse como principales: Silvina, Marcelo, Ciro, Leandra, Galante, Gaspar, Andujar, Juan Del Salto, La Vieja Marta, Padre Esteban, Deblas, Jacobo del Santo, Montesa, Pintado, Nieto de Marta...
- La naturaleza se constituye en un personaje simbólico importante.

## Algunos estudios recientes
Se dice que la acción de la novela transcurre en Peñuelas, según estudios realizados el 23 de marzo del 2009.